# Cattedrale di Gniezno
La Basilica Cattedrale Primaziale di Gniezno è la più antica cattedrale di Polonia. Essa è dedicata all'Assunzione di Maria Vergine e a Sant'Adalberto.

## Storia
Il primo edificio un oratorio, risale al IX secolo. Nel 970 il duca Piast di Polonia Mieszko I fa edificare la prima vera chiesa dedicata a San Giorgio e fa di questo paese la prima vera capitale della Polonia. Alla fine di questo secolo diventa vescovo della città il fratellastro di Sant'Adalberto di Praga Gaudenzio, che farà deporre nella chiesa le spoglie del vescovo martire. Alla morte di Gaudenzio 1016 anche il suo corpo sarà inumato nella Cattedrale assieme a fratello. Gaudenzio non è stato santificato ma gode tuttora di grande venerazione da parte del popolo polacco. La chiesa da quel momento verrà dedicata a Adalberto che diviene patrono della nascente Polonia. Nel 1025 vi viene incoronato re Boleslao I il Coraggioso, primo re della Polonia.
Nel 1034 il duca di Boemia Bretislao I invade la capitale polacca e preleva le reliquie del santo per portale trionfalmente a Praga. Secondo una tradizione in realtà all'invasore vennero date le spoglie del fratellastro, mentre quelle di Adalberto vennero sottratte al furto. Nel 1076 vi viene incoronato re Boleslao II di Polonia.
Nel 1175 la cattedrale si arricchisce di un bellissimo portale bronzeo che racconta su bassorilievi di bella fattura romanica la storia del santo martire. Un sarcofago argenteo conserva tuttora le spoglie di Adalberto.
L'attuale cattedrale venne costruita per volere dell'arcivescovo Jarosław Bogoria Skotnicki, già rettore dell'Università di Bologna e costruttore della Cattedrale del Wawel di Cracovia, a partire dal 1342 in stile gotico secondo i stilemi francesi dell'epoca. Nel 1390 venne terminato il coro, e nel XV secolo il piedicroce.
Nel 1613 un incendio distrusse le guglie, il tetto e le due torri frontali della cattedrale. Sette anni dopo, Adam Wągrowicensis si recò nella cattedrale per provare i nuovi organi a canne. Tra il 1641 e il 1652 il Primate Maciej Łubieński condusse un progetto di ricostruzione degli interni in stile barocco. Nel 1760, scoppiò un altro incendio che provocò il crollo di entrambe le torri, della volta a stella e del presbiterio. Negli anni successivi, l'interno fu completamente ricostruito in stile classico con piccoli elementi dell'ormai decadente stile barocco. La ricostruzione fu avviata dal Primate Władysław Aleksander Łubieński.

## Cappelle
- cappella di Teodor Potocki (architetto Pompeo Ferrari, 1727-1730)

## Galleria d'immagini

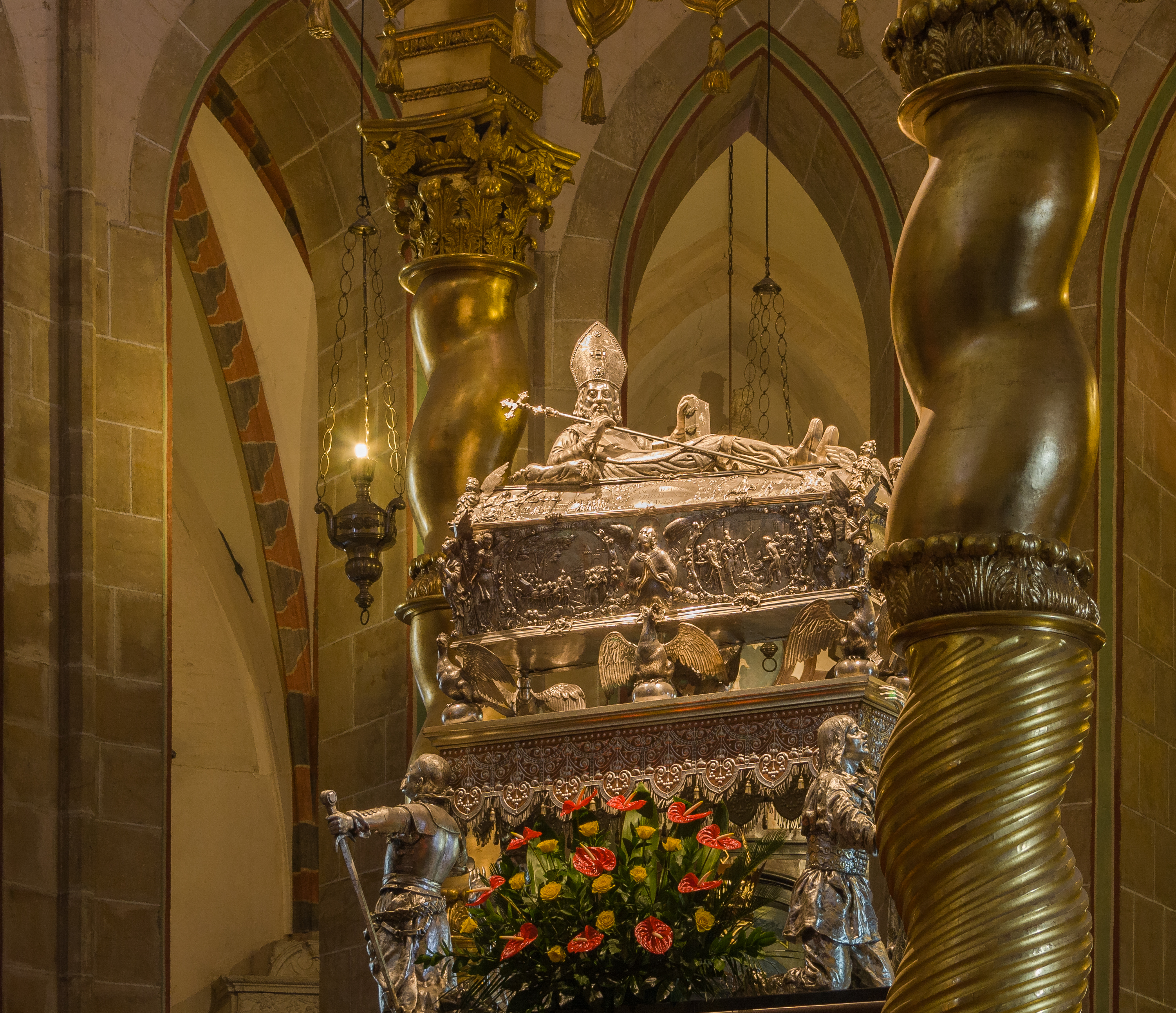
Tomba di Sant'Adalberto nella cattedrale di Gniezno
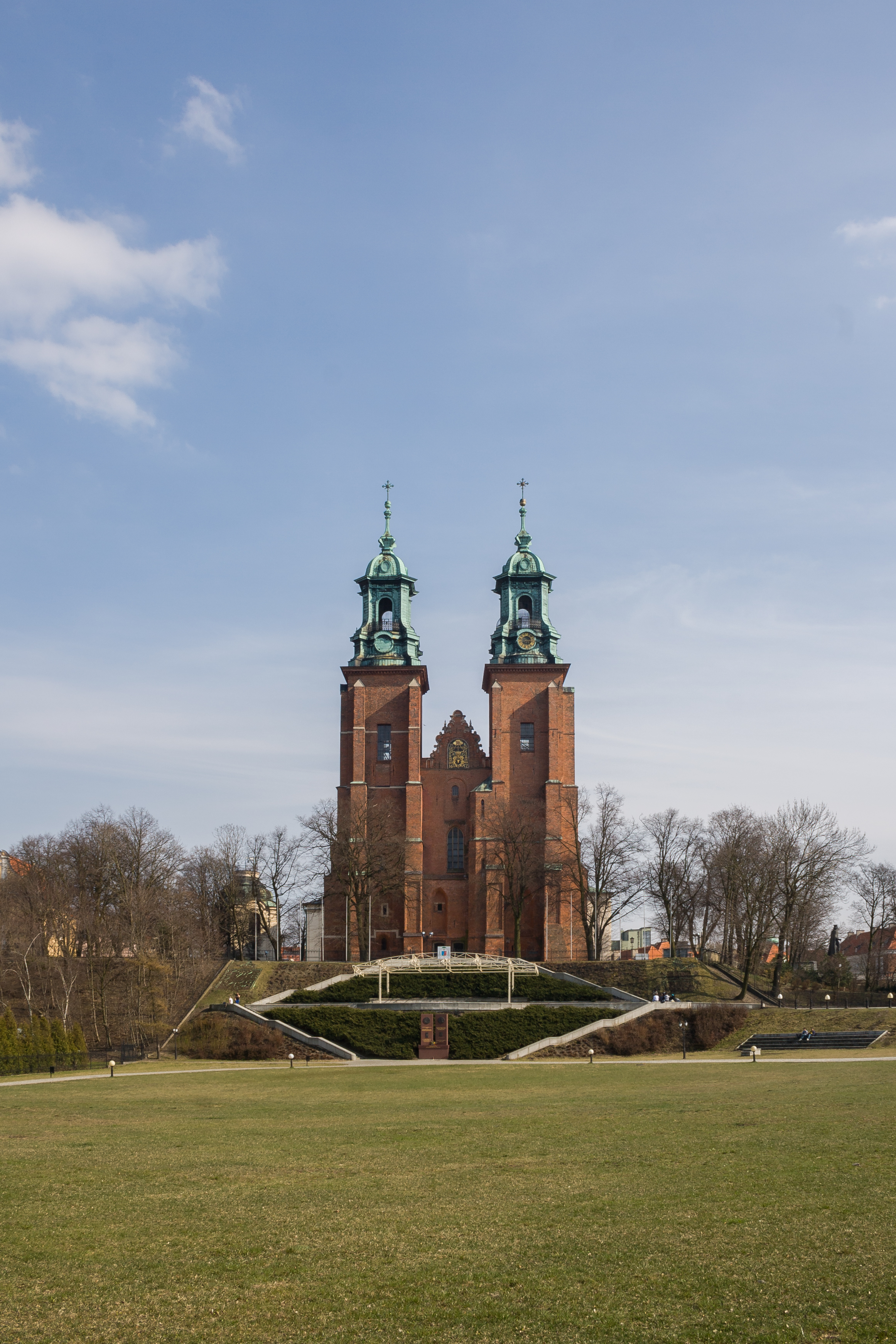
L'arcicattedrale
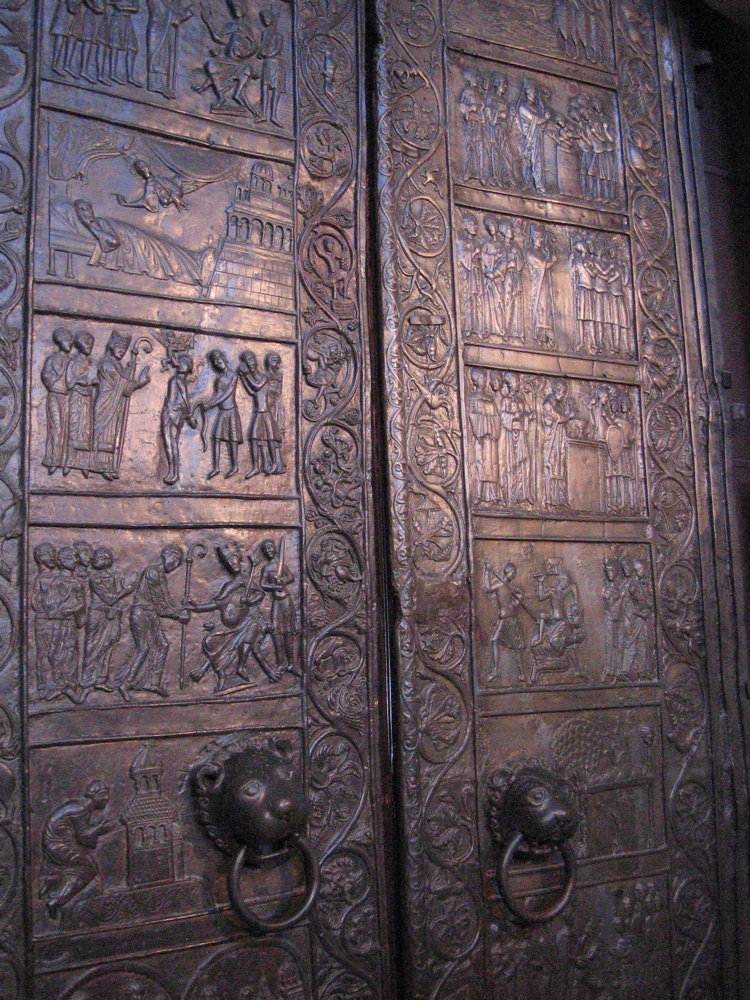
Porta bronzea della cattedrale di Gniezno.
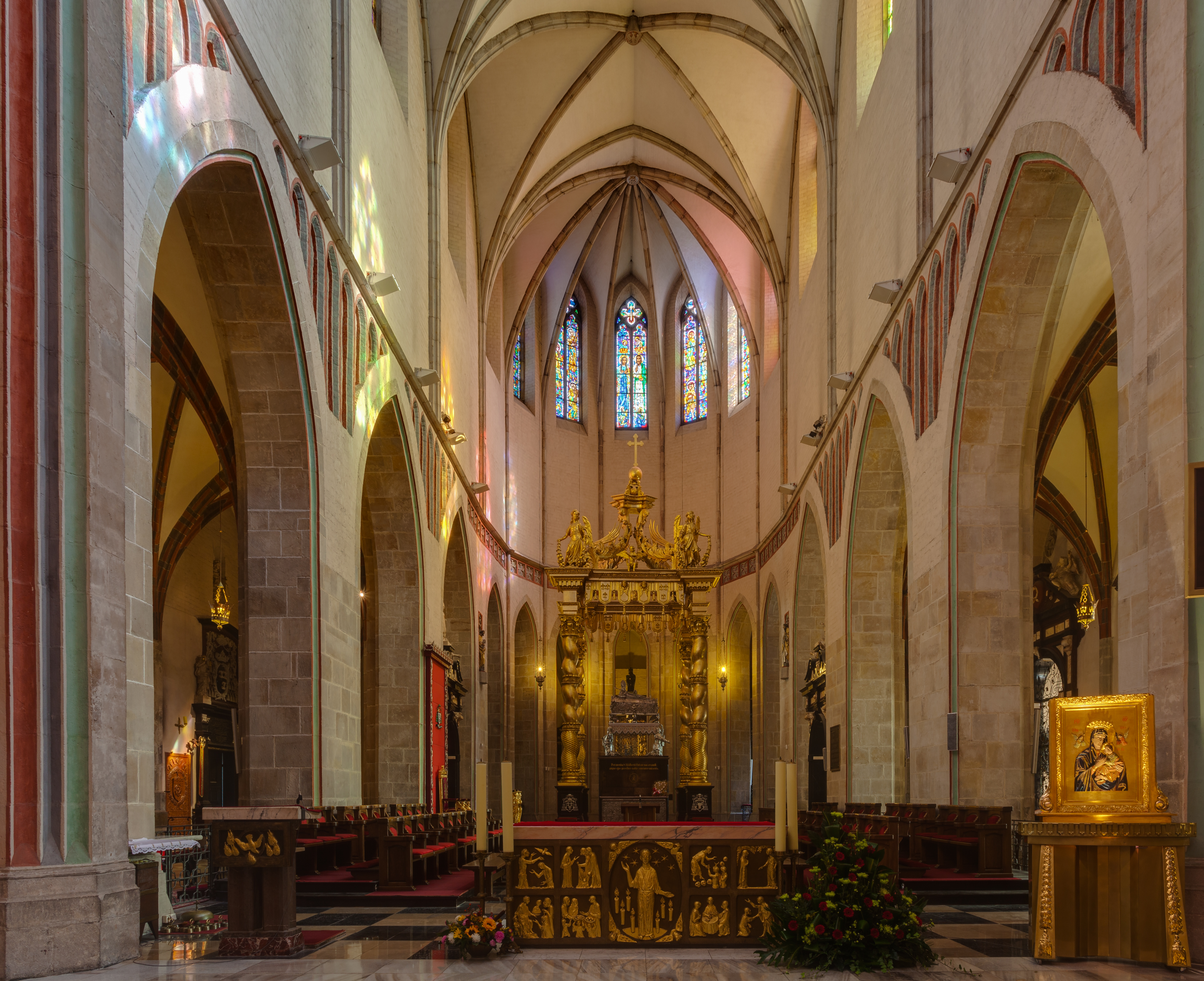
Interno della chiesa.
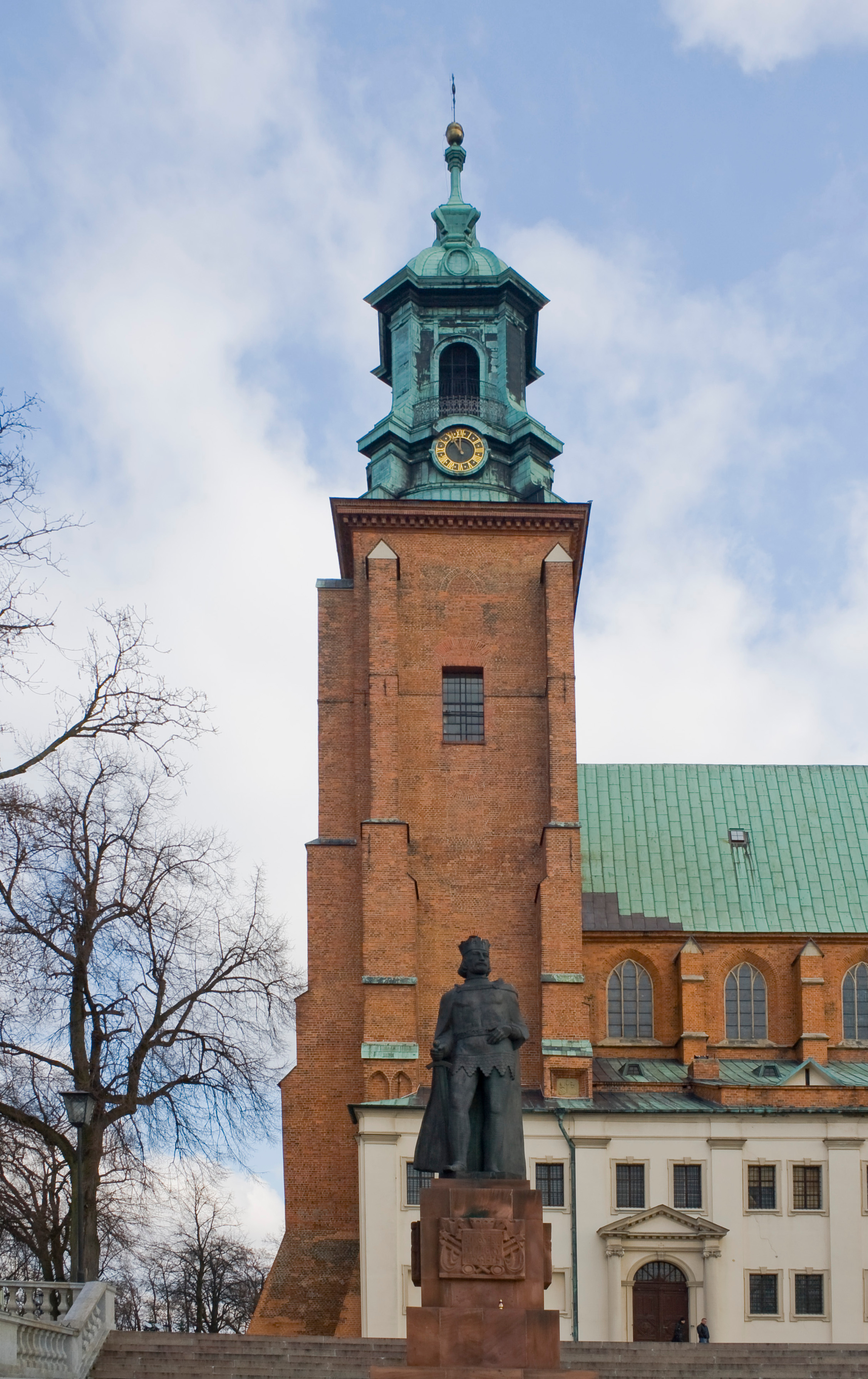
Campanile della chiesa
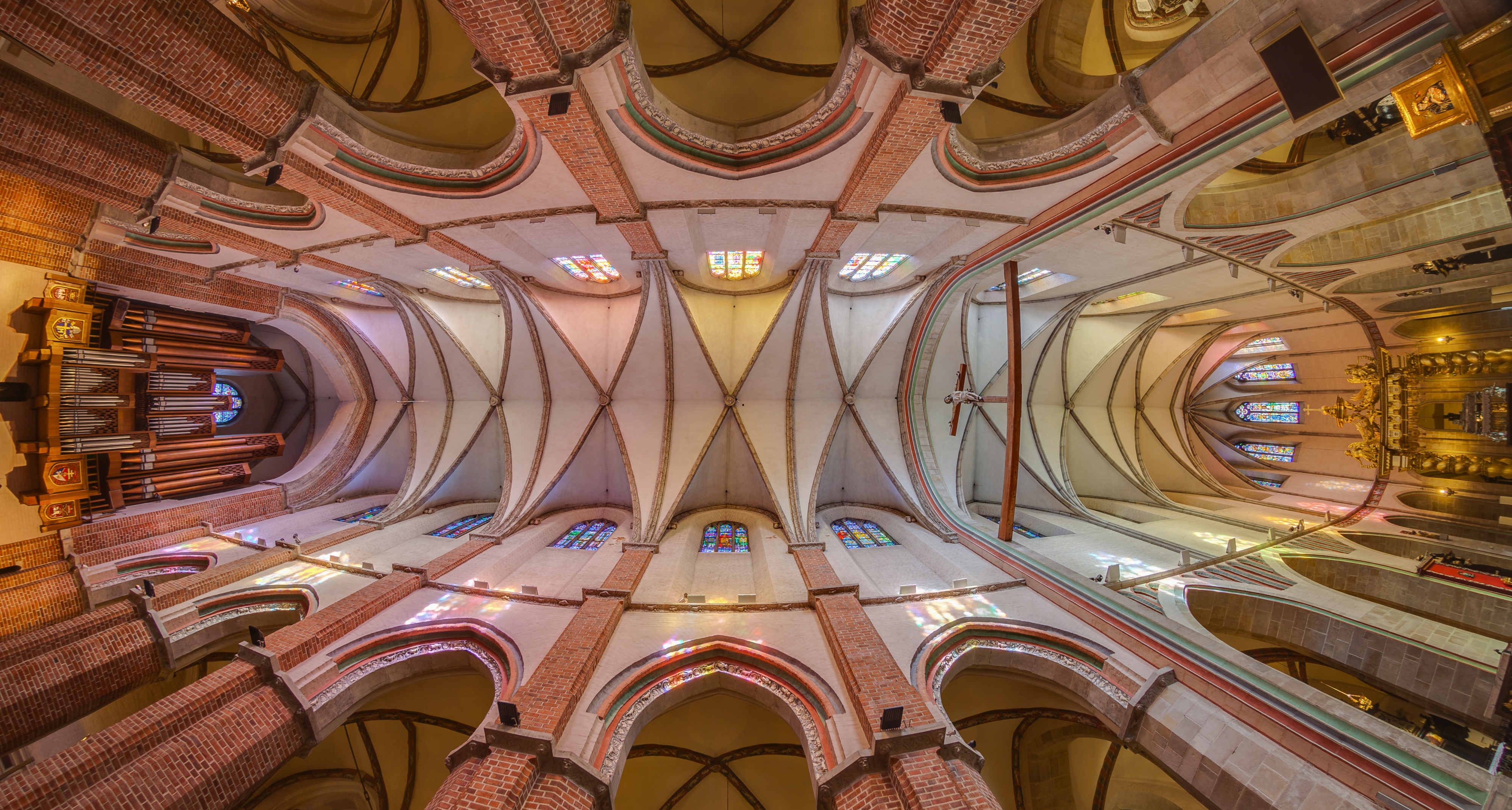
Il soffitto.